# Línea 29 (Córdoba)
La Línea 29 es una línea de transporte urbano de pasajeros de la ciudad de Córdoba, Argentina. El servicio está actualmente operado por la empresa Grupo ERSA.
Anteriormente el servicio de la línea 29 era denominada como A9 desde 2002 por la empresa Ciudad de Córdoba, hasta el 1 de marzo de 2014, por la implementación del nuevo sistema de transporte público, la A9 se fusiona como 29 operada por la misma empresa, hasta el 31 de julio, ciudad de Córdoba deja de prestar servicio y los corredores 2 y 7 pasan a manos de ERSA Urbano donde actualmente opera.

## Recorrido
De Bower a barrio Rivadavia. 
 Servicio diurno.
IDA: Desde la estación de Bower por Peñaloza – Sgto. Cabral – Av. Belgrano – Av. San Martin – Camino a San Carlos – Av. Bernardo O’Higgins – Av. Madrid – Av. Revolución de Mayo – Bajada Pucara – Esposos Curie – Rotonda Super Mami – Bv. Juan Domingo Perón – San Jerónimo – Bv. Chacabuco – Av. Maipú – Sarmiento – Humberto Primo – Av. Gral. Paz – Av. Vélez Sarsfield – Av. Hipólito Yrigoyen – Plaza España – Av. Concepción Arenal – Av. Ciudad de Valparaíso – Camino a San Antonio – Ingresa a Bº Villa Angelelli – Aprox. 300 m – Giro a la Derecha 1 Cuadra – Giro a la Izquierda 2 Cuadras – Giro a la Izquierda Aprox. 200 m – Giro a la izquierda 2 cuadras – Giro a la derecha – Sale por Calle Principal – Camino a San Antonio hasta Amancay (Ingreso de Bº Rivadavia).
REGRESO: De Camino San Antonio y Amancay – por ésta – Incayuyo (1 antes del final) – Caraguatá – Camino a San Antonio – Ingresa a Bº Villa Angelelli – por calle principal hasta el final aprox. 400 m – Giro a la izquierda 1 cuadra – Giro a la derecha 1 cuadra – Giros a la derecha aprox. 200 m – Giro a la derecha 2 cuadras – Giro a la derecha 1 cuadra – Calle Principal B° Villa Angelleli – Camino a San Antonio – Av. Ciudad de Valparaíso – Elías Yofre – Av. Rogelio Nores Martínez – Haya de la Torre – Av. Concepción Arenal – Túnel Plaza España – Bv. Chacabuco – Bv. Arturo Illia – Bv. San Juan – Marcelo T. de Alvear – Belgrano – Tucumán – Av. Colon – Av. Emilio Olmos – Bv. Guzmán – Bv. Juan Domingo Perón – Bajada Pucara – Av. Revolución de Mayo – Av. Madrid – Av. Bernardo O’Higgins – Camino a San Carlos – Av. San Martin Ingreso a Bower – Av. Belgrano – Sgto. Cabral – Peñaloza hasta la Estación.